# Zygmunt Skibniewski

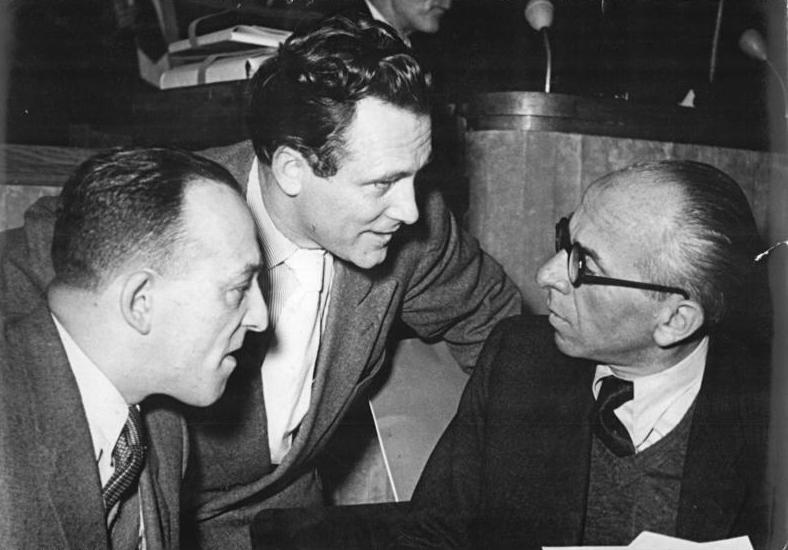
Zygmunt Skibniewski im Gespräch mit Hermann Henselmann (Mitte) und Józef Sigalin am 9. Dezember 1951 auf dem Deutschen Architektenkongress in Berlin

Zygmunt Skibniewski (* 13. Juli 1905 auf dem Gut Korczunek-Rososze in Podolien; † 28. Oktober 1994 in Warschau) war ein polnischer Architekt, Stadtplaner und Hochschullehrer an der Warschauer Technischen Universität. Außerdem war er Abgeordneter am polnischen Sejm. Seine Frau war die Architektin und stellvertretende Sejmmarschallin Halina Skibniewska.

## Leben
Skibniewski war der Sohn des gleichnamigen Vaters (1868–1922), eines Gutsbesitzers in Rososze in der heutigen Ukraine. Seine Mutter war Zofia Skibniewska (1882–1972). Seine ein Jahr jüngere Schwester Jadwiga war mit dem Politiker Józef Targowski verheiratet. Er besuchte Schulen in Kiew und Warschau (in Warschau das private Gymnasium von Kazimierz Kulwieć). Von 1918 bis 1920 kämpfte er als jugendlicher Freiwilliger in Lemberg (Lemberger Adler) und im Polnisch-Sowjetischen Krieg. Danach studierte Skibniewski an der Politechnika in Warschau das Fach Architektur; 1933 legt er hier seine Diplomprüfung ab. Für kurze Zeit arbeitete er als Assistent am Lehrstuhl von Lech Niemojewski und verbrachte dann ein Jahr in Paris, wo er ein Praktikum bei Le Corbusier absolvierte. In Paris sammelte er Material für seine Dissertation über große städtebauliche Anlagen in Paris. Wieder nach Warschau zurückgekehrt, arbeitete Skibniewski mit Jan Olaf Chmielewski, der zu seinem Mentor und lebenslangen Vorbild wurde. Mit Tadeusz Marczewski begründete er ein Architekturbüro. Die beiden nahmen 1938 an der Ausstellung Warschau gestern, heute und morgen teil, wo Ideen zur zukünftigen Stadtentwicklung vorgestellt wurden.

### Zweiter Weltkrieg
Nach der Besetzung Polens durch deutsche Truppen schloss Skibniewski sich noch im Jahr 1939 der militärischen Untergrundorganisation Związek Walki Zbrojnej (deutsch: Verband für den Bewaffneten Kampf, später in Polnische Heimatarmee umbenannt) an. Zusammen mit Stanisław Dziewulski und Marczewski erarbeitete Skibniewski über vier Jahre lang in der Wohnung Dziewulskis im Dziewulski-Palais Pläne für den Wiederaufbau und die Entwicklung Warschaus. Parallel engagierte er sich im Architekturbüro PAU, das ebenfalls im Untergrund betrieben wurde. Die PAU-Mitglieder trafen sich konspirativ in einer Wohnung im Warschauer Stadtteil Żoliborz sowie im wiederhergestellten „Helvetia“-Gebäude. 1943 wurde Skibniewski von der Gestapo zur Verhaftung ausgeschrieben. Bei Ausbruch des Warschauer Aufstandes führte er eine Kampfgruppe von 17 Männern im Stadtteil Bielany. Kurze Zeit später wurde er von einer ukrainischen Einheit des Generals Andrei Andrejewitsch Wlassow gefangen genommen. Skibniewski wurde zur Zwangsarbeit nach Deutschland deportiert; am Eisenbahnknotenpunkt Artern bei Halle musste er Schwerstarbeit leisten.

### Nachkriegszeit
Im Januar 1945 gelang Skibniewski die Flucht aus Deutschland, die ihn nach Krakau führte. Über Vermittlung eines ehemaligen PAU-Kollegen, Marian Spychalski, wurde er nach Warschau geschickt, wo er am 6. März 1945 Staatspräsident Bolesław Bierut seine Pläne zum Wiederaufbau der Stadt vorlegen konnte und Mitarbeiter im Büro zum Wiederaufbau der Hauptstadt (BOS) wurde. Nach der Auflösung des BOS arbeitete er bis 1953 im Warschauer Stadtplanungsbüro. Ab 1946 war Skibniewski auch an der Politechnika – zunächst als Assistent von Tadeusz Tołwiński – in der Lehre tätig. Ab 1966 war er dort Lehrstuhlinhaber.
In den Jahren 1952 bis 1956 war Skibniewski Abgeordneter im polnischen Sejm.
Von 1956 bis 1979 fungierte Skibniewski als Vorsitzender der Gesellschaft der Polnischen Stadtplaner (Towarzystwo Urbanistów Polskich). In späteren Jahren engagierte er sich in dem von ihm gegründeten Verein zur Rettung der Warschauer Böschung (Społeczny Zespół do Spraw Zagospodarowania Skarpy Warszawskiej) für den Erhalt und die städtebaulichen Berücksichtigung der historischen und geologischen Bedeutung der Warschauer Weichselböschung.
Skibniewski war zweimal verheiratet. Seine erste Frau war die Architektin Janina, geb. Rembertowicz, in zweiter Ehe war er mit der Architekturprofessorin und Politikerin Halina, geb. Erentz verheiratet. Beide Ehen blieben kinderlos. Der Architekt wurde auf dem Powązki-Friedhof in Warschau beigesetzt.

## Auszeichnungen
Skibniewski wurde für seine Leistungen der Ritterorden der Ehrenlegion und die Komturstufe des Orden Polonia Restituta verliehen. Auch war er Empfänger des Ehrenpreises der Stadt Warschau.